# كونوتوب
كونوتوب هي مدينة تقع في سومي أوبلاست شمال شرق أوكرانيا.